# کدس
کدس (به اسپانیایی: Chodes) یک دهستان در اسپانیا است که در استان ساراگوسا واقع شده‌است. کدس ۱۶ کیلومتر مربع مساحت و ۱۵۲ نفر جمعیت دارد.